# Tour de Murcie 2008
Le Tour de Murcie 2008 est la 28e édition de cette course cycliste par étapes. Il s'est déroulée du 4 au 8 mars 2008. La course comportait 5 étapes entre San Pedro del Pinatar et Murcie. L'Espagnol Alejandro Valverde s'est imposé pour la troisième fois, la deuxième consécutive.

## Étapes
| Etape   | Date   | Ville Départ          | Ville Arrivée         | km    | Vainqueur          | Maillot Jaune       |
| ------- | ------ | --------------------- | --------------------- | ----- | ------------------ | ------------------- |
| Étape 1 | 4 mars | San Pedro del Pinatar | Lorca                 | 197.3 | Graeme Brown       | Graeme Brown        |
| Étape 2 | 5 mars | Calasparra            | Totana                | 152.5 | José Luis Rubiera  | Aitor Pérez Arrieta |
| Étape 3 | 6 mars | Puerto Lumbreras      | San Pedro del Pinatar | 146   | Juan José Haedo    | Aitor Pérez Arrieta |
| Étape 4 | 7 mars | Alhama de Murcia      | Aledo                 | 23.1  | Alejandro Valverde | Alejandro Valverde  |
| Étape 5 | 8 mars | San Javier            | Murcie                | 134.9 | Koldo Fernández    | Alejandro Valverde  |

## Classement final
| \| 1. \| Alejandro Valverde \| en \| 16 h 19 min 01 s \| \| 2. \| Stefano Garzelli \| + \| 2 s \| \| 3. \| Alberto Contador \| \| 6 s \| \| 4. \| Antonio Colom \| \| 51 s \| \| 5. \| Branislau Samoilau \| \| 1 min 11 s \| \| 6. \| Íñigo Cuesta \| \| 1 min 13 s \| \| 7. \| Vasil Kiryienka \| \| 1 min 15 s \| \| 8. \| José Luis Rubiera \| \| 1 min 19 s \| \| 9. \| Carlos Sastre \| \| 1 min 27 s \| \| 10. \| Ezequiel Mosquera \| \| 1 min 42 s \| |                    |    |                  |
| 1. | Alejandro Valverde | en | 16 h 19 min 01 s |
| 2. | Stefano Garzelli   | +  | 2 s              |
| 3. | Alberto Contador   |    | 6 s              |
| 4. | Antonio Colom      |    | 51 s             |
| 5. | Branislau Samoilau |    | 1 min 11 s       |
| 6. | Íñigo Cuesta       |    | 1 min 13 s       |
| 7. | Vasil Kiryienka    |    | 1 min 15 s       |
| 8. | José Luis Rubiera  |    | 1 min 19 s       |
| 9. | Carlos Sastre      |    | 1 min 27 s       |
| 10. | Ezequiel Mosquera  |    | 1 min 42 s       |

## Classements annexes
| Classement par points     | Koldo Fernández         |
| Grand Prix de la Montagne | Julián Sánchez Pimienta |
| Classement des sprints    | Alexander Serov         |
| Meilleure équipe          | Astana                  |